# 10672 Костюкова
10672 Костюко́ва (10672 Kostyukova) — астероїд головного поясу, відкритий 31 серпня 1978 року.
Тіссеранів параметр щодо Юпітера — 3,181.